# Mark av Cornwall

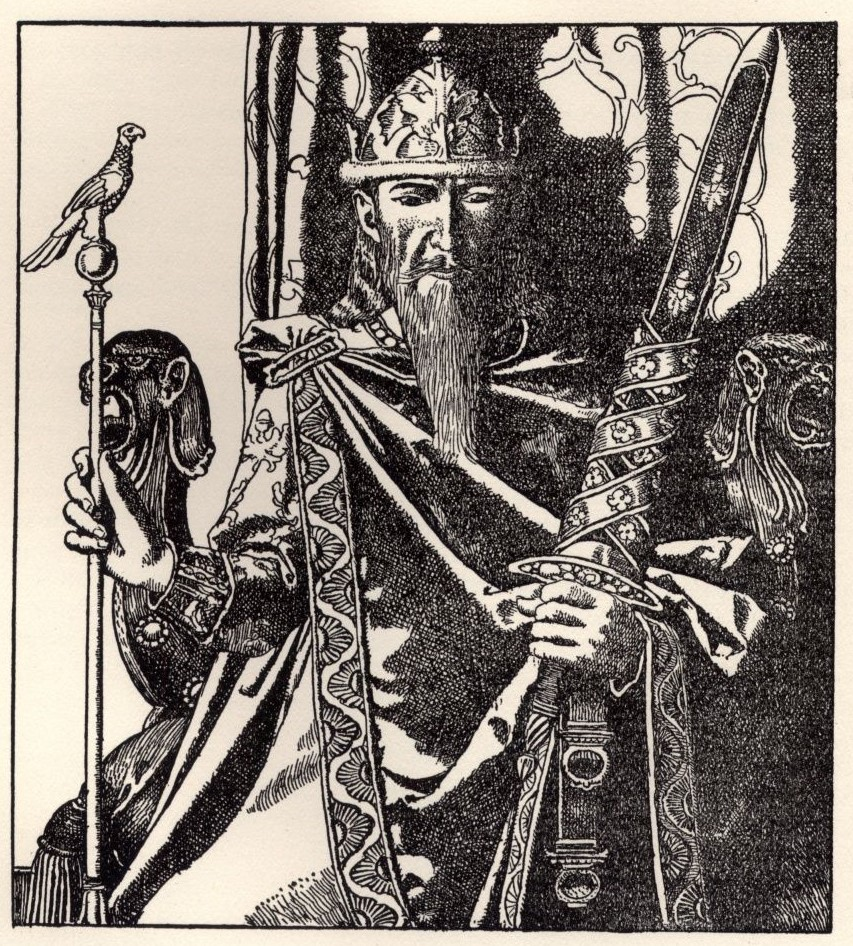
Mark av Cornwall. Illustration av Howard Pyle.

Kung Mark av Cornwall (ursprungligen March) var i keltisk mytologi kung av Cornwall och morbror till Tristan.
Mark framträder främst som rival åt Tristan.